# La Grande Zorro
Pour les articles homonymes, voir Zorro (homonymie).
Pour plus de détails, voir Fiche technique et Distribution.
La Grande Zorro (Zorro, The Gay Blade) est un film américain réalisé par Peter Medak, sorti en 1981.

## Synopsis
Le Capitaine Esteban règne en maître sur le pauvre peuple n'hésitant pas à utiliser la torture. Don Diego de la Vega, révolté, décide de faire revivre la légende de son père : El Zorro. Aidé de son serviteur muet Paco, il s'oppose au Capitaine mais alors qu'il fuyait les soldats, il se foule la cheville. Dépité et ne sachant plus quoi faire, l'arrivée de son frère jumeau Bunny lui permet de trouver une solution. Bunny, très efféminé, accepte de le remplacer sous quelques conditions, en commençant par la couleur du costume, qui sera dorénavant pourpre.

## Fiche technique
- Titre français : La Grande Zorro
- Titre original : Zorro, the Gay Blade
- Réalisateur : Peter Medak
- Scénario : Hal Dresner, Gregalt Alt, Don Moriarty et Bob Randall d'après le personnage Zorro de Johnston McCulley
- Musique : Ian Fraser[1]
- Photographie : John A. Alonzo
- Montage : Lori Jane Coleman (sous le nom d'Hillary Jane Kranze)
- Décors : Jim Payne
- Costumes : Gloria Gresham
- Coordinateur des cascades : Victor Paul
- Chorégraphie : Alex Romero
- Production : C. O. Erickson et George Hamilton
- Producteur délégué : Melvin Simon
- Société de production : Melvin Simon Productions
- Société de distribution : 20th Century Fox
- Pays de production :  États-Unis
- Langue : anglais
- Format : Couleur - Mono - 35 mm - 1.85:1
- Genre : Comédie, Parodie
- Dates de sortie :
  - États-Unis : 17 juillet 1981
  - France : 2 septembre 1981
- Affiche : Macario Gómez Quibus (Espagne)

## Distribution
- George Hamilton (VF : Pierre Arditi) : Don Diego de la Vega / Bunny Wigglesworth / Ramon Vega / Margarita Wigglesworth
- Ron Leibman (VF : Roger Carel) : Le capitaine Esteban
- Lauren Hutton (VF : Béatrice Delfe)[2] : Charlotte Taylor Wilson
- Brenda Vaccaro (VF : Jacqueline Cohen) : Florinda
- Donovan Scott : Paco
- James Booth (VF : Claude Joseph) : Velasquez, le collecteur borgne
- Eduardo Noriega (VF : Jacques Ferrière) : Don Francisco de San Jose
- Jorge Russek (VF : Claude Nicot) : Don Fernando de San Diego
- Eduardo Alcaraz : Don Jose de San Bernardino
- Carlos Bravo (VF : Henri Labussière) : Don Luis Obispo de Bakersfield
- Helen Burns (VF : Lita Recio) : Consuela
- Clive Revill (VF : Marc de Georgi) : Garcia
- Carolyn Seymour (VF : Évelyn Séléna) : Dolores, la femme de Garcia
- Jorge Bolio : Pablito
- Dick Balduzzi (VF : Serge Lhorca) : le vieil homme
- Ana Elisa Perez Bolanos (VF : Jackie Berger) : la petite-fille
- Frank Welker (VF : Roland Ménard) : le narrateur
- Carlos Bravo : Luis Obispo
- Roberto Dumont : Ferraro
- Francisco Mauri : un garde
- Julian Colman : Martinez
- Francisco Morayta : Ramirez
- Pilar Pellicer : la femme de Don Francisco
- Owen Lee : sergent du peloton d'exécution
- Gustavo Ganem : Barman
- Armando Duarte : un soldat
- Norm Blankenship

## Production

### Bande originale
Le thème musical du film est une reprise de celui composé par Max Steiner pour Les Aventures de Don Juan (1948) avec Errol Flynn. Cette forme de plagiat occasionna une nomination dévalorisante aux Razzie Awards 1981 dans la catégorie « Pire bande musicale ». Le film reprend également les Danzas fantásticas de Joaquín Turina.

### Autour du film
- À son stade initial, le projet consistant à féminiser un héros de la littérature classique avait un temps été envisagé à travers une adaptation parodique des Trois Mousquetaires d'après Alexandre Dumas. Le choix se porta finalement sur Zorro.
- Troublante coïncidence, George Hamilton parodia dans à peu près la même période les deux rôles joués avec sérieux par Frank Langella dans The Mark of Zorro  (téléfilm de 1974) et Dracula (1979).
- Ce film est surtout un plagiat du film "La Tulipe noire" avec Alain Delon (2 frères jumeaux, dont l'un, efféminé, remplace l'autre, le héros, blessé).

## Accueil

### Critique
L'acteur-producteur George Hamilton développe plus avant la démythification de son image de séducteur, déjà ironiquement mise à mal, avec un certain succès populaire, dans Le Vampire de ces dames de Stan Dragoti (1979). Globalement honni par la critique, La Grande Zorro se solda quant à lui par un échec au box-office.

### Clin d'œil
Dans le long-métrage "Joker", réalisé en 2019 par Todd Phillips, dans les dernières minutes, la famille Wayne se trouve au cinéma diffusant le film.

## Distinctions

### Nominations
- Nomination aux Golden Globes de 1982 de George Hamilton pour ses différents rôles au titre de Meilleur acteur dans un film musical ou une comédie[5].
- Nomination aux Razzie Awards 1981 dans la catégorie « Pire bande originale »[5].